# زمرة حاكمة
الزمرة الحاكمة هي مجموعة من الأشخاص الذين يحكمون معًا حكومة من نوع حكومات حكم الأقلية (الأوليجاركية).
وغالبًا ما تختلف الزمرة الحاكمة عن أنواع حكومات الأقلية: مثل المجلس العسكري. وغالبًا ما يحكم المجلس العسكري من خلال العسكريين (غالبًا من ذوي المستوى الرفيع، مثل الجنرالات). ويمكن أن تشتمل الزمرة الحاكمة على الأشخاص من مختلف المهن. وتميل النخب الحاكمة التي تشكل القيادة إلى تشكيل مجلس أو حزب سياسي أو شكل آخر من أشكال المجموعات المنظمة. ويتقاسم الأعضاء ذوو المستوى الرفيع التوازن التقريبي للسلطة، رغم أنه في بعض الأحيان يمكن أن يسعى واحد أو أكثر من هؤلاء الأعضاء إلى زيادة سلطته (سلطاتهم) على حساب الآخرين، أو ربما يحاول بعضهم تحويل النظام إلى أوتقراطية أو جعله أكثر ديمقراطية.
ويمكن اعتبار بعض الزمر الحاكمة شكلاً من أشكال الأرستقراطية، في حين أن بعض الزمر الأخرى تعتمد على دائرة محدودة للغاية من الحكام وليس على تنظيم أوسع نطاقًا مثل الأحزاب السياسية. وفي بعض الأحوال، تتكون الزمرة الحاكمة برمتها من مجلس القادة الذين يمثلون الأعضاء الوحيدين في الزمرة.